# 寿 (雀士)
寿（とし）は、日本のアマチュア雀士。第32期 發王位。
eスポーツの元日本代表。
競走馬に出資（一口馬主）が趣味。出資馬にはGⅠ4勝のラヴズオンリーユー等がいる。

## 経歴
寿は、第32期發王戦で優勝し、アマチュア初の發王位のタイトルを獲得した。
競技麻雀の大会に出場し始めたのは2021年頃から、最強戦や各団体のアマチュアが出場可能な大会に出場している。

## 主な成績
- Classicプロアマリーグ2023　4位
- 最強戦2024 地方アマチュア最強位決定戦【九州】　準優勝
- 第32期發王戦　優勝
- 第13回チャンピオンロード グランドチャンピオン大会　7位

## 出演
- 最高位戦Classicプロアマリーグ2023 決勝戦
- 第32期發王戦 ベスト16 A卓
- 第32期 發王戦 ベスト8 B卓
- 第32期 發王戦 決勝 ABEMA 最高位戦